# Jeanne II de Bourgogne
Ne pas confondre avec l'autre reine de France Jeanne de Bourgogne (duché) (morte en 1349), épouse du roi Philippe VI de Valois (1328-1350).
Pour les articles homonymes, voir Jeanne de Bourgogne et Jeanne II.
Jeanne II de Bourgogne, née vers 1291 et morte le 21 janvier 1330 à Roye, comtesse de Bourgogne et d'Artois, est reine de France de 1316 à 1322 en tant qu'épouse du roi Philippe V dit « le Long ».

## Biographie

### Jeunesse
Jeanne est la fille aînée d'Othon IV de Bourgogne (av. 1248-1303), comte de Bourgogne, et de Mahaut d'Artois (v. 1268-1329) comtesse d'Artois.
Son prénom, Jeanne, féminisation de Jean, lui aurait été attribué, selon Jean-Luc Chassel, en mémoire de Jean Ier de Chalon, grand-père du comte Othon.
Jeanne de Bourgogne est, de son propre chef, comtesse de Bourgogne (1303-1330), fief d'Empire dans lequel elle succède à son frère Robert de Bourgogne (1303-1315), ainsi que comtesse d'Artois (1329-1330), fief qu'elle hérite de sa mère Mahaut d'Artois.

### Comtesse de Poitiers
Le 21 janvier 1307, à Corbeil, elle épouse le futur Philippe V (v. 1293-1322), dit Philippe le Long, fils de Philippe IV le Bel et de la reine Jeanne Ire de Navarre.
À la Pentecôte de 1313, à l’occasion des fêtes de l’adoubement des fils du roi, elle prend la croix en même temps que ses belles-sœurs Marguerite de Bourgogne, reine de Navarre, et Isabelle de France, reine d’Angleterre. Il semble cependant qu’elle ait été contrainte à ce vœu par son époux, Philippe de Poitiers.
En 1314, lors du procès dit de la tour de Nesle, où sa sœur Blanche de Bourgogne et sa belle-sœur Marguerite de Bourgogne sont reconnues coupables d'adultère, elle n'est accusée que de connivence. Elle est enfermée dans la forteresse de Dourdan. Ne cessant de crier son innocence, elle échappe à l'accusation d'adultère, mais elle est toutefois poursuivie pour ne pas avoir dénoncé la conduite de ses belles-sœurs. Acquittée par arrêt du Parlement, elle est libérée entre le 24 et le 31 décembre 1314 et retrouve sa place auprès de son époux à la cour de France.
L'influence de sa mère fut certainement pour beaucoup dans son retour en faveur, Mahaut d'Artois ne souhaitant pas perdre le rôle que pouvait lui procurer l'avènement de son gendre, Philippe le Long.

### Reine de France
En novembre 1316, à la mort de son neveu, l'héritier du trône de France, Jean le Posthume, son époux étant proclamé roi de France, elle devient reine de France. Elle est couronnée à la cathédrale Notre-Dame de Reims lors du sacre de son mari, le 6 (fête de l'Épiphanie) ou le dimanche 9 janvier 1317. Elle a comme chancelier Pierre Bertrand, qui sera son exécuteur testamentaire.

### Comtesse de Bourgogne
Jeanne garde une attention constante pour son comté de Bourgogne dont elle est issue ; l'épouse du roi de France Philippe V le Long fait venir de Paris dès 1318 des tisserands et des drapiers pour y faire prospérer une nouvelle bourgeoisie à Marnay et à Gray. Au décès du roi, elle revient en comté de Bourgogne.

### Culture et mécénat

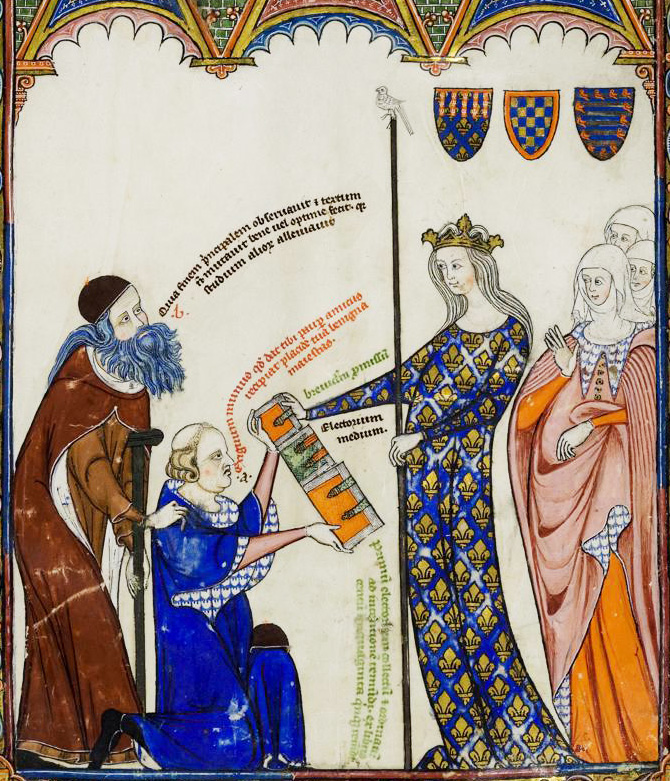
Jeanne de Bourgogne, à droite, recevant de Thomas le Myésier (agenouillé, au centre) son œuvre, un abrégé de la pensée de son maître Raymond Lulle (debout derrière le Myésier).

Selon Pierre Bersuire, c'est à la demande de Jeanne de Bourgogne qu'est composé L'Ovide moralisé, une adaptation en français des célèbres Métamorphoses d'Ovide.
Thomas Le Myésier (ca), chanoine d'Arras et disciple de Raymond Lulle, lui dédie son Breviculum seu electorium parvum, version abrégée de sa monumentale compilation des œuvres de Lulle, Electorium magnum.
En 1317, elle fait copier et enluminer un livre d'heures par un moine de Saint-Denis du nom de Gilles Mauléon,.
Ses dispositions testamentaires ordonnent la fondation du collège de Bourgogne à Paris.

### Mort, sépulture et succession
Jeanne de Bourgogne meurt à 39 ans, à Roye le 21 janvier 1330. Tandis que son corps est inhumé à Paris dans l'église du couvent des Cordeliers, son cœur est déposé à Saint-Denis près de son époux.

## Descendance
De son union avec Philippe V le Long sont issus cinq enfants :
- Jeanne (1308-1347), comtesse de Bourgogne (Jeanne III) et comtesse d'Artois (Jeanne II), mariée en 1318 avec Eudes IV (v. 1295-1349), duc de Bourgogne ;
- Marguerite (1309-9 mai 1382), comtesse de Bourgogne et comtesse d'Artois (1361-1382), mariée en 1320 avec Louis Ier de Flandre (v. 1304-1346), dit Louis de Dampierre ou Louis de Flandre, comte de Nevers, puis comte de Flandre et de Rethel ;
- Isabelle (1312-1348), épouse (1) en 1323 le dauphin Guigues VIII du Viennois, dont la postérité est éteinte ; épouse (2) vers 1339 le seigneur de Faucogney, Jean III, sans postérité connue ;
- Blanche (1313-1358), religieuse à Longchamp ;
- Philippe (24 juin 1316-24 février 1317[16]).

## Dans la fiction
Jeanne de Bourgogne est un personnage secondaire apparaissant à de nombreuses reprises dans les premiers tomes de la célèbre suite romanesque historique Les Rois maudits de Maurice Druon, publiée de 1955 à 1977.
Dans le premier tome, Le Roi de fer (1955), dont l'action se déroule de mars à novembre 1314, Jeanne, alors comtesse de Poitiers et mariée au second fils du roi, apparaît sous la plume de Druon comme une jeune femme de 21 ans, « grande, élancée, avec des cheveux blond cendré, un maintien un peu composé, et un œil oblique de lévrier », se vêtant « avec une simplicité qui était presque une recherche ». Alors que sa cousine Marguerite de Bourgogne et sa sœur Blanche, respectivement mariées au fils aîné et au troisième fils du roi, entretiennent une liaison extraconjugale avec les frères Philippe et Gauthier d'Aunay, Jeanne, bien que fidèle à son mari, « épouse constante mais entremetteuse bénévole, qui prenait un trouble plaisir à vivre les amours d'autrui », favorise l'adultère de ses deux belles-sœurs en combinant les rendez-vous et en facilitant les rencontres, « moitié par faiblesse, moitié par amusement ». Lorsque l'intrigue est révélée, les trois brus royales, tondues et vêtues de bure, sont traduites publiquement en justice : Marguerite et Blanche, reconnues coupables d'adultère, sont condamnées à l'emprisonnement à vie dans la forteresse de Château-Gaillard, alors que Jeanne, considérée comme complice, est enfermée au château de Dourdan.
Dans le troisième tome, Les Poisons de la Couronne (1956), qui se déroule en 1315-1316 sous le règne de Louis X le Hutin, Mahaut d'Artois parvient à obtenir le retour en grâce de Jeanne et à la réconcilier avec son époux Philippe au château d'Hesdin.
Le quatrième tome, La Loi des mâles (1957), qui se déroule en 1316-1317 autour des intrigues pour la succession de Louis X, se conclut par la victoire de son frère Philippe, l'époux de Jeanne, reconnu roi de France.
L'œuvre de Druon a été portée à l'écran à deux reprises. Dans l'adaptation télévisée de Marcel Jullian réalisée par Claude Barma et diffusée en 1972-1973, le rôle de Jeanne de Bourgogne est tenu par Catherine Rich, alors que dans celle de 2005 réalisée par Josée Dayan, elle est incarnée par Julie Depardieu.
Jeanne de Bourgogne est également l'un des personnages du film muet Buridan, le héros de la tour de Nesle (1923), de Pierre Marodon.